# Stenaoplus pseudamoenior
Stenaoplus pseudamoenior är en stekelart som beskrevs av Heinrich 1968. Stenaoplus pseudamoenior ingår i släktet Stenaoplus och familjen brokparasitsteklar. Inga underarter finns listade i Catalogue of Life.